# Anchisquilla subfasciata
Anchisquilla subfasciata is een bidsprinkhaankreeftensoort uit de familie van de Squillidae. De wetenschappelijke naam van de soort is voor het eerst geldig gepubliceerd in 1883 door Tate.